# 未来ノスタルジア
『未来ノスタルジア』（みらいノスタルジア）は、2011年9月2日にPurple softwareより発売された18禁美少女恋愛アドベンチャーゲームである。略称は「みらノス」。2013年5月31日には新装版パッケージが発売された。

## 概要
キャッチコピーは「さあ、行こう。未来で、なつかしい君が待っている――」。主人公やヒロイン達の過去や未来、時空を超えた絆を描くSFアドベンチャーである。
当初は2011年7月29日に発売が予定されていたが、同年8月26日に延期、その後さらに上記の同年9月2日と二度の延期を経て発売された。

## あらすじ
（出典：）
工藤陽一は、わずかな超能力を持つものの平凡な毎日を過ごしていた。しかし春休みのある日、季節外れの桜吹雪の中で突然現れた少女・杏奈に「私はあなたに未来で振られた女よ」と告げられる。幼なじみの仲間達、なぜか自分の命を狙う巫女・伊織、数年ぶりに同居することになった義妹の野乃と日奈乃、そして謎を秘めた杏奈と共に、陽一の「新しい未来」が始まった。

## 登場人物
（出典：）

### 主人公
工藤 陽一（くどう よういち）
本作の主人公。私立桜星（おうせい）学園2年。お節介でお人好しな性格で、幼なじみ仲間の中では冬弥と共に男手として力仕事や雑用を担当する。自宅で猫のクロと共に一人暮らしだったが、物語開始直後の新学期から義妹の野乃・日奈乃と同居している。シスコンの気があり、妹達の入学式では父兄として参列しビデオに撮るなど張り切った。家事は苦手で、一人暮らしの時はかなたの家の喫茶店「はなればなれ亭」で毎日のように外食していた。
工藤家の男性のみに代々遺伝する超能力を持つが、念動力でこぶし大の物体を動かしたり、ジャンケンやくじ引きで勘を働かせる程度の微弱なもの。雫にはその力を知られているが、他の仲間達には秘密にしている。大きな力を持つ杏奈や伊織に突然出会い、謎の多い2人の言動に日々振り回されている。

### ヒロイン
杏奈（あんな）
声：風音
突然陽一の前に現れ、「あなたに未来で振られた」と語った謎の少女。陽一より一つ年上らしい。普段はハイテンションで冗談めかした言動が多いが、時々神妙な面持ちで意味深な発言をする。非常に高い超能力を持ち、瞬間移動を使って神出鬼没に登場する。当初は自給自足のテント暮らしだったが、陽一の紹介で「はなればなれ亭」に住み込みで働くことになった。
春日 伊織（かすが いおり）
声：井村屋ほのか
学園2年。家は町外れの鈴宮神社。母子家庭で、看護婦の母親が忙しいため、神社で巫女を務めたり家事を担っている。学園では成績トップの美人で人気者だが、なぜか陽一を非常に敵視しており、突然銃（エアガン）を向けるなど常に命を狙っている。陽一の行動を予知し、念動力でエアガンの弾を加速して威力を増すなど、杏奈と対等なほどの強い超能力を持つ。
羽鳥 詩（はとり うた）
声：桃井いちご
学園2年。陽一の幼なじみで、始終工藤家に遊びに来るなど仲間内で一番懐いている。世界屈指の巨大電機メーカー「HATORI」の一人娘で、家電やゲームには強いが、勉強や運動は苦手で補習の常連。どこまでもマイペースで言動が子どもっぽいが、周囲から「姫」と呼ばれて可愛いがられている。両親は東京におり、彼女は本家の大きな屋敷で家政婦のトキエに世話されて暮らしている。
工藤 野乃（くどう のの）
声：柚木かなめ
学園1年。陽一の双子姉妹の姉。一人称は「ボク」。陸上部で入部即エースとなった天才ハイジャンパーで、毎朝ランニングを欠かさず、そのせいか大食い。いつも元気で笑顔を絶やさず、その性格と陸上部での活躍から学園のアイドルとなったが、本人は周囲に構わず陽一をストレートに慕っている。勉強は苦手で、よく妹の日奈乃に教わっている。
工藤 日奈乃（くどう ひなの）
声：榊るな
学園1年。陽一の双子姉妹の妹。クールで落ち着いているため、時々姉と間違われる。頭脳明晰で、入学式では新入生総代となり、将来の学生会長を目指すなど様々な野心を秘めている。工藤家では家事を一手に引き受けており、台所は自分以外触れさせようとしない。姉の野乃と中身は正反対だが、うまくフォローして姉妹仲は良い。
野乃と日奈乃は陽一の義母の連れ子で、陽一と血のつながりは無い。以前は陽一と一緒に暮らしていたが、数年前に陽一の母方の叔母に引き取られた。その叔母の結婚と自分達の学園進学を機に、物語開始直後の新学期から工藤家に戻って来た。陽一は自分の超能力を2人にも秘密にしているが、鋭い日奈乃には疑いの目を向けられている。

### サブキャラクター
真田 かなた（さなだ かなた）
声：倉田まりや
学園2年。陽一たちの幼なじみで、家業の喫茶店「はなればなれ亭」（通称「ハナバナ亭」）の看板娘。お人好しで何事も一生懸命だが、ドジで苦労性。学園では学生会副会長で、会長の雫に大量の仕事を押しつけられて始終嘆息している。
星河 雫（ほしかわ しずく）
声：桜川未央
学園3年。陽一の従姉で、物心ついた時からの付き合い。優雅な美人だが人使いが荒く、弟分の陽一をあれこれからかっている。幼なじみ仲間達の姉役で、「お姉さん」「雫姉さん」と呼ばれている。学園では学生会長を務め、周囲には優等生で通っているが、実際は副会長のかなたにほとんどの仕事を押し付けている。あらゆる場所を見通す「千里眼」の能力者で、仲間内で唯一人、陽一のチカラのことも知っている。
加勢 冬弥（かせ とうや）
声：小池竹蔵
学園2年。陽一達の幼なじみ。いじられキャラで仲間達からぞんざいに扱われている。「幼なじみは恋愛対象に入らない」が持論で、町に出てナンパばかりしているが、理想が高すぎるためいつも玉砕している。
羽鳥 映（はとり えい）
声：中澤アユム
詩の兄。フラフラと海外へ出かけて音信不通になることが多く、たまに帰ってきては旅行記などを執筆して収入を得ている。一応工藤家の後見人で、物語開始の1年前までは陽一と一緒に暮らしていたが、やはり留守が多かった。
春日 ハル（かすが はる）
声：夢咲朱花
伊織の母。時倉総合病院の看護婦で、週に何日か学園の陸上部のコーチもしている。おっとりマイペースな性格で、時折突拍子もない発言が飛び出すが、勘が鋭く嘘が通用しない。娘の伊織を「いーちゃん」と呼んでいる。
クロ
声：水上司郎
工藤家に何百年も仕えるダンディーな化け猫で、超能力者とのみテレパシーで会話ができる。陽一に力の使い方を教えた師匠でもある。双子姉妹からは「クロ太」と呼ばれている。風呂が嫌いで、彼を風呂に入らせたがる日奈乃からいつも逃げている。

## スタッフ
- 企画・原案：鏡遊
- キャラクターデザイン・原画：克、siki
- シナリオ：鏡遊、tiro
- ディレクター：湯
- プロデューサー：石川泰

## 主題歌
オープニングテーマ「未来ノスタルジア」
作詞：石川泰 / 作曲・編曲：安瀬聖 / 歌：橋本みゆき
エンディングテーマ「未来図」
作詞：石川泰 / 作曲・編曲：斎藤悠弥 / 歌：浅葉リオ
※予約特典のマキシシングルCD『未来ノスタルジア』に、「未来ノスタルジア」のフルバージョンが収録されている。
※企画アルバム『Purple Software サウンドクロニクル』に、両曲のフルバージョンが収録されている。

## 関連商品
未来ノスタルジア ビジュアルファンブック
2012年12月29日、コミックマーケット83にて発売。監修：Purple Software。
キャラクター・ストーリー紹介、背景デザイン、版権イラストなどを収録。